# 楽音寺・大竹古墳群
楽音寺・大竹古墳群（がくおんじ・おおたけこふんぐん）は、大阪府八尾市の北東部、生駒山地西側の麓に分布する古墳群。とくに東北部の前期・中期古墳について区分される。

## 概要
八尾市の高安地区北部（楽音寺、大竹、神立地区あたり）に、古墳時代前期から中期の4世紀から5世紀にかけて、この地に巨大な勢力を持ったごく少数の人物が造ったとされる。その多くが数十メートルから百数十メートル程度の中規模の前方後円墳である。
現在ではその多くが農地の開墾や住宅地・学校の造成等で削り取られてしまい、現存しないものも多い。
最大規模のものは、「心合寺山古墳」で、一部がえぐられているものの、ほぼ完全な形で残り、2001年（平成13年）から2005年（平成17年）にかけて整備工事が行われた。

## 主な古墳
前期古墳
- 西の山古墳 -　楽音寺地区。前方後円墳。
- 向山古墳 -　大竹地区。後円部はほとんど削り取られ、一部は平安時代から鎌倉時代にかけて瓦を焼く窯として用いられた。
- 花岡山古墳 -　楽音寺地区。大学造成により現存しない。

中期古墳
- 心合寺山古墳 -　大竹地区。前方後円墳。

- 鏡塚古墳 -　大竹地区。前方後円墳であったとされるが、墳丘の大半・石室が失われてしまっており、 一部のみが残っている。ここの土をいじると腹痛を起こすといわれ、「腹痛山」の別称がある。

後期古墳
- 愛宕塚（あたごづか）古墳 -　神立地区。神立共同墓地の少し西側にある、高さ9m、直径約22mの横穴式円墳。巨大な石室が現存する。かつては楽音寺・大竹古墳群を構成する古墳とされていたが、現在は楽音寺・大竹古墳群の範囲からは外れている。

## 脚註
1. ↑  『八尾市内遺跡昭和60年度発掘調査報告書 』p.45など
2. ↑  『高安古墳群調査報告書-出土遺物整理調査 服部川支群東側地区測量調査-』p.2

## 外部参考リンク・資料
- 4 心合寺山古墳周辺コース - おすすめモデルコース | 八尾市観光WEB（一般社団法人八尾市観光協会）
- 八尾市史 (前近代) 本文編,1988(昭和63)年発行,(9/43)（八尾市史編集委員会）